# Православные храмы Иванова
Православные храмы города Иваново.

## Действующие
| № | Фотография | Название                                    | Время постройки | Адрес                      |
| - | ---------- | ------------------------------------------- | --------------- | -------------------------- |
| 1 |            | Введенский храм Свято-Введенского монастыря | 1907            | ул. Базисная, 23           |
| 2 |            | Владимирская церковь                        | 1904            | ул. Лежневская, 118а       |
| 3 |            | Церковь Илии Пророка                        | 1842            | ул. Кольцова, 19/1         |
| 4 |            | Казанская церковь                           | 1787            | Шереметевский проспект, 41 |
| 5 |            | Преображенская церковь                      | 1893            | ул. Колотилова, 44         |
| 6 |            | Собор Успенского монастыря                  | 1843            | ул. Смирнова, 76           |
| 7 |            | Успенская церковь                           | Кон. XVII в.    | ул. Фрунзе, 7              |
| 8 |            | Церковь Петра и Павла                       | 2000            | ул. 2-я Сельская, 1        |
| 9 |            | Троицкая церковь                            |                 | ул. Почтовая, 4            |

- Свято-Введенский женский монастырь (Шереметевский проспект)[1]
- Свято-Успенский мужской монастырь. Кафедральный собор (ул. Смирнова, 76)
- Преображенский кафедральный собор (ул. Колотилова, 44)
- Храм святого апостола и евангелиста Иоанна Богослова (Кохомское шоссе, 29)
- Часовня иконы Божией Матери «Одигитрия» (Кохомское шоссе, 2)
- Храм святого Пророка Илии (ул. Кольцова, 19/1)
- Храм иконы Божией Матери «Неопалимая Купина» при Ивановском институте ГПС МЧС России (просп. Строителей, 33)
- Домовый храм Феодоровской иконы Божией Матери в Православной школе-интернате в честь иконы Божией Матери Феодоровская и Морском кадетском корпусе им. адмирала Г. Невельского (ул. Павлова, 15/26)
- Храм святых первоверховных апостолов Петра и Павла кладбищенский (ул. Сельская, 1) в местечке Балино.
- Часовня Боголюбской иконы Божией Матери (ул. 1-я Полянская, 30)
- Храм во имя Владимирской иконы Божией Матери (ул. Лежневская, 118а)
- Храм Казанской иконы Божией Матери (Шереметевский проспект, 41)
- Часовня святого благоверного князя Александра Невского (пр. Энгельса, 11)
- Храм иконы Божией Матери «Благодатное Небо» в гарнизоне «Северный».
- Храм преподобного Серафима Саровского (ул. Генерала Хлебникова, 32 А)
- Храм святителя Николая Мирликийского Чудотворца при областной клинической больнице (ул. Любимова, 1)
- Храм иконы Божией Матери «Целительница» при 1-й городской больнице (ул. Парижской Коммуны, 5, корп. № 1)
- Храм иконы Божией Матери «Неупиваемая Чаша» при областном наркологическом диспансере (ул. Кузнецова, 106/1)
- Домовый храм иконы Божией Матери «Помощница в родах» при родильном доме № 1 (ул. Ленинградская, 3/16)
- Часовня иконы Божией Матери «Неувядаемый Цвет» при городской больнице № 8 (ул. Станкостроителей, 4)
- Домовый храм великомученика и целителя Пантелеимона при Ивановском областном психоневрологическом интернате и Покрова Божьей Матери (ул. Благова, 38)
- Храм иконы Божией Матери «Неупиваемая Чаша» при Областном кожно-венерологическом диспансере (ул. Детская, 2/7)
- Храм Архистратига Божия Михаила при профессиональном лицее Ивановского государственного архитектурно-строительного университета (ул. Профессионнальная)
- Храм святителя Алексия, митрополита Московского, при Свято-Алексеевской Иваново-Вознесенской православной духовной семинарии (микрорайон ТЭЦ-3, г. Иваново. 15)
- Храм Собора Ивановских святых при Свято-Алексеевской Иваново-Вознесенской православной духовной семинарии (микрорайон ТЭЦ-3, г. Иваново. 15)
- Храм иконы Божией Матери «Прибавление ума» на ул. Калинина у школы № 1.
- Храм иконы Божией Матери «Неопалимая Купина» при пожарной части № 1 (Советская, 26)
- Церковь иконы Божией Матери «Всех скорбящих Радость» (пересечение ул. Кузнецова и Рабфаковская) (заново отстроенная на месте одноимённой разрушенной в 1976 году)[2]
- Молитвенная комната — часовня преподобного Сергия Радонежского и святого благоверного князя Димитрия Донского (ул. Сарментовой, 7)
- Введенская церковь (женский монастырь) (улица Спартака, 23)
- Храм святого мученика Иоанна Воина (строящийся) в м. Авдотьино(ул. Революционная)
- Храм великомученика Георгия Победоносца (строящийся). Проезд городским транспортом до ост. «пл. Победы».
- Часовня Происхождения Честных Древ Креста Господня (строящаяся) при горбольнице № 2 на ул. Ермака.

## Утраченные
Церкви и соборы
- Крестовоздвиженская церковь (летняя) церковь Рождества христова (зимняя) (территория площади Революции)
- Покровский собор (летний) (площадь Пушкина; территория Дворца искусств) — уничтожен в 1931 году.
  - Троицкий собор (зимний) (площадь Пушкина; территория Дворца искусств) — уничтожен в 1931 году.
- Благовещенская единоверческая церковь (улица Парижской Коммуны, территория Авторемонтного завода)
- Скорбященская церковь на Дмитровке (угол улиц Кузнецова и Рабфаковской)
- Вознесенская церковь.
  - Иверская часовня. (площадь Ленина, место фабрики-кухни, ныне в этом здании располагается Ивановский филиал РГТЭУ)[3]
- Николаевская церковь при больнице «мастеровых и рабочих» (угол проспекта Ленина и улицы Ермака)
- Церковь Спаса при реальном училище (проспект Ленина, 33)
- Церковь Александра Невского (пересечение улицы Садовой и проспекта Энгельса)
- Спасская церковь в Хуторове (улица Ермака, место энергетического техникума)
- Церковь Троицы в Авдотьине (Авдотьино)
- Церковь иконы Божией Матери «Всех скорбящих Радость» (улица Кузнецова, взорвана в 1976 году)[4]
- Успенская деревянная церковь (ул. Фрунзе, 7; сгорела в 2015 году)

Часовни
- Федоровская часовня (территория площади Революции)
- Троицкая часовня на нижнем базаре (начало улицы Красногвардейской)
- Казанская часовня (пересечение улиц Смирнова и Лежневской)
- Владимирская часовня в Иконникове (угол улиц 8 Марта и Калинина. Место Ивановского государственного политехнического университета)
- Новая Казанская часовня (угол проспекта Ленина и улицы Почтовой, территория Главпочтамта)
- Часовня «Боголюбовский столбик» (улица Постышева)
- Преображенская часовня В Рылихе (улица Суворова)
- Часовня в Глинищеве (улица 3-я линия)
- Часовня в Курьянове (Старое Курьяново)

- Спасская церковь. Архитектор Фёдор Шехтель.
Возведена в 1898. Уничтожена в 1937.